# Srikakulam
Srikakulam (telugu శ్రీకాకుళం) è una suddivisione dell'India, classificata come municipality, di 109.666 abitanti, capoluogo del distretto di Srikakulam, nello stato federato dell'Andhra Pradesh. In base al numero di abitanti la città rientra nella classe I (da 100.000 persone in su).

## Geografia fisica
La città è situata a 16° 11' 60 N e 80° 50' 60 E e ha un'altitudine di 9 m s.l.m..

## Società

### Evoluzione demografica
Al censimento del 2001 la popolazione di Srikakulam assommava a 109.666 persone, delle quali 54.788 maschi e 54.878 femmine. I bambini di età inferiore o uguale ai sei anni assommavano a 11.518, dei quali 5.870 maschi e 5.648 femmine. Infine, coloro che erano in grado di saper almeno leggere e scrivere erano 78.933, dei quali 43.004 maschi e 35.929 femmine.